# Buzzfeed
BuzzFeed és un agregador de notícies en línia i un blog. Fundat el 2006 a la ciutat de Nova York com un laboratori viral per Jonah Peretti, la companyia va créixer fins esdevenir una companyia global de mitjans i tecnologia que proporciona cobertura de temes com la política, el bricolatge, els animals i els negocis.
La divisió de notícies de BuzzFeed, BuzzFeed News, va començar el desembre de 2011 amb el nomenament de Ben Smith, de la revista americana Politico, com a redactor en cap, amb l'objectiu de tractar d'expandir el lloc web cap a un periodisme seriós, de format llarg i reportatges, mantenint la seva versió més popular de continguts orientats a l'entreteniment. El 2013, Mark Schoofs de ProPublica, guanyador del premi Pulitzer, va ser contractat com a cap d'informes d'investigació.
El lloc va ser sacsejat per l'escàndol en juliol 2014 quan es va descobrir un dels seus escriptors més prolífics, Benny Johnson, havia plagiat articles d'altres fonts més de 40 ocasions, i en fou acomiadat.
L'agost de 2014, la firma Andreessen Horowitz va anunciar que invertiria 50 milions de dòlars en la popular web. El 2016, BuzzFeed tenia 20 periodistes d'investigació. Després d'anys d'inversió en periodisme d'investigació, el 2021 BuzzFeed News havia guanyat el National Magazine Award, el George Polk Award, i el Premi Pulitzer.
El 20 d'abril del 2023 Buzzfeed va tancar el seu portal de notícies Buzzfeed News, acomiadant a un total de 180 persones, i va anunciar que concentraria a partir de llavors la seva tasca en l'àmbit de les notícies a HuffPost, mitjà que havia comprat el 2020.